# Seara (ziar)
Seara a fost un cotidian publicat în București, România, înainte și în timpul Primului Război Mondial. Deținut de politicianul Grigore Gheorghe Cantacuzino și condus, în cea mai mare parte a existenței sale, de controversatul Alexandru Bogdan-Pitești, el a fost o tribună neoficială și neortodoxă pentru Partidul Conservator. Implicarea sa în politică a stârnit numeroase scandaluri, cel mai lung dintre ele având loc în perioada neutralității (1914-1916). Puternic antirusesc, Seara s-a remarcat, în acest context, prin sprijinirea Imperiului German și a Puterilor Centrale și s-a susținut pe scară largă că ar fi fost finanțat de către mașina germană de propagandă. În 1914 a fost cumpărat de un grup de oameni de afaceri germani, dar a continuat să înregistreze un succes modest în comparație cu competitorii lui pro-Antanta. La sfârșitul anului 1916, după ce România a decis să intre în război de partea Antantei, Seara a fost desființat.
Remarcat pentru publicarea cronicilor de artă și articolelor satirice ale lui Tudor Arghezi, Seara a fost strâns asociat cu mișcarea simbolistă din România. Prin contribuțiile lui Arghezi, Bogdan-Pitești și a altor colaboratori, el a militat în favoarea simbolismului și, după 1913, a popularizat arta modernă. Deși a susținut conservatorismul politic de-a lungul existenței sale, Seara a fost, de asemenea, clubul publiciștilor antisistem care se opuneau Antantei. Ziarul a simpatizat cu Partidul Social Democrat, publicând cu regularitate articole de opinie scrise de socialiști și anarhiști.

## Orientarea ziarului înainte de 1914

### Începuturi
Ca și cotidianul Minerva, Seara a fost fondat de magnatul român G. G. Cantacuzino, care sprijinea facțiunea internă a lui Alexandru Marghiloman din Partidul Conservator. Cantacuzino s-a abținut să-și asocieze numele cu ziarul Seara, însărcinându-l ulterior pe Bogdan-Pitești cu conducerea publicației. În 1910, anul înființării sale, Seara urma linia promovată de liderii conservatori Petre P. Carp și Nicolae Filipescu, sprijinind monarhismul strict al lui Carp și sugerând că linia „carpistă–filipescană” avea o superioritate morală.
La începutul existenței sale, Seara a consemnat diverse evenimente care au agitat opinia publică, cum ar fi divizarea credincioșilor Bisericii Ortodoxe Române între tradiționaliști și cei care susțineau comuniunea cu Roma. Într-unul din primele sale numere, a găzduit un drept la replică al canonicului romano-catolic Joseph Baud, care i-a calmat pe credincioșii ortodocși furioși asigurându-i că mitropolitul Iosif Gheorghian nu ar fi murit catolic. Mai târziu, Seara a realizat o acoperire semnificativă a ceea ce a numit „scandalurile de la Vatican”, în special controversa din 1911 în jurul convertirii preotului Gustavo Verdesi la metodism; acest lucru a determinat presa catolică din România să înscrie Seara în presa „îndușmănită cu ideile creștine”.
În acea etapă a istoriei sale, Seara a dovedit, de asemenea, simpatie pentru cauza etnicilor români care trăiau în străinătate, în Transilvania și în alte regiuni ale Austro-Ungariei: în august 1911, ziarul a trimis corespondenți speciali pentru a scrie despre congresul grupurilor politice românești de la Blußendref (Blaj). Ziarul a raportat, de asemenea, cu dezaprobare creșterea naționalismului în rândul maghiarilor, prezentând publicului român opiniile divergente ale socialiștilor maghiari în ceea ce privește politicile pro - și anti-naționaliste, și acuzând guvernul lui Károly Khuen-Héderváry de subminarea Partidului Național Român (PNR). Articolele din Seara au prezentat reacția oficială a PNR, exprimată de purtătorul de cuvânt Alexandru Vaida-Voevod. El l-a numit pe Vaida-Voevod „unul dintre conducătorii
străluciți ai partidului național român”, responsabil „în mare măsură la salvarea disciplinei
de partid și a solidarităței naționale”.
În luna martie a anului următor, Seara a publicat un omagiu adus jurnalistului și ideologului Constantin Stere, remarcat pentru că a adus la un loc cele două facțiuni ale PNR, și a concluzionat: „D. C. Stere, deși om de partid la noi în țară, a reprezentat în acțiunea d-sale de peste munți numai sentimentele opiniei noastre publice și a dus fraților învrăjbiți solia de pace a noastră a
tuturora dovedind că mai presus de orice preocupări ne stăpânește și ne va stăpâni solidaritatea națională, dragostea curată față de cauza sfântă a neamului românesc”. Ziarul a prezentat ulterior conflictul dintre politicienii PNR și succesorul lui Khuen-Héderváry, László Lukács. În răspunsul său către PNR (parafrazat de Seara), Lukács a asimilat emanciparea politică a românilor di Transilvania cu iredentismul militant și a profețit că Transilvania se afla în real pericol de a fi invadat de către Regatul României. Seara a replicat, acuzându-l pe Lukács de sprijinirea maghiarizării „preventive” în „regatul poliglot al Ungariei”.
Ziarul a dovedit, de asemenea, un interes față de situația politică din Balcani. Cu puțin timp înainte de Războaiele Balcanice, el a publicat apelul lui Simion, un politician greco-român și editor al gazetei bucureștene Patris, care încerca să strângă sprijin pentru o alianță greco–română împotriva slavilor sudici. Simion a afirmat că România și Regatul Greciei vor ajunge în cele din urmă la o înțelegere în litigiul naționalității aromâne și a acuzat amestecul subtil al slavilor în acest conflict.

### Simbolismul moderat
Seara și-a făcut cunoscut crezul său artistic, plasându-se la marginea simbolismului românesc. Potrivit istoricului de artă Dan Grigorescu, gradul de conștientizare a literaturii europene și efervescența ei culturală, la fel ca cele ale revistelor Facla, Viitorul și altor periodice românești cu pagini culturale speciale, au fost impresionante. Până în aprilie 1911 (când a fost numit director al Teatrului Național din București), Ioan Bacalbașa a fost cronicarul teatral al ziarului Seara. Potrivit colegilor săi din presa transilvăneană, articolele lui Bacalbașa din Seara și Epoca au reprezentat o apărare curajoasă a literaturii naționale.
În perioada cât a lucrat la Seara, Bacalbașa a fost secondat de poetul Dumitru Karnabatt, ulterior cronicar politic pentru același ziar. Karnabatt a prezentat activitatea tetrală a lui Henry Bataille (nr. 271/1910) și estetismul lui Oscar Wilde (editorial, nr. 52, 1910). În altă parte (nr. 425/1911), Seara a prezentat presupusa descoperire a unui roman necunoscut al lui Honoré de Balzac. Prin acea vreme, propriile contribuții literare ale lui Karnabatt în Seara au fost exemple de literatură de călătorie simbolistă, decadentă și impresionistă, scrise uneori împreună cu soția sa, romanciera Lucrezzia.
Lucrezzia a încetat să mai scrie pentru ziar în 1911, probabil ca urmare a conflictelor pe care le-a avut cu Bogdan-Pitești, căsătoria ei cu Dumitru aflându-se la un pas de eșec. Semnând uneori ca „Don Ramiro”, Dumitru a rămas afiliat la Seara și s-a ocupat de politica artistică a publicației. Conservatorismul tradițional al ziarului era încă reflectat în opțiunile artistice. La sfârșitul anului 1910, Karnabatt a realizat recenzii destul de modeste celor mai rebeli pictori simboliști care proveneau din salonul Tinerimii Artistice și l-a catalogat pe sculptorul primitivist Constantin Brâncuși ca nebun.
În ianuarie 1911, același autor a folosit ziarul pentru a-și exprima antipatia față de futurism, un curent de artă modernă și antisistem originar din Italia. Recenzând Manifestul futurist, el a cerut ca „dementul” Filippo Tommaso Marinetti să fie „legat”. Karnabatt a susținut în continuare că modernismul exacerbat al lui Marinetti era o manifestare atavică a invaziilor barbare: „o ereditate absurdă înăuntrul poporului italian, acest popor de artiști și de idealiști”. Urmărind îndeaproape evoluțiile ulterioare similare în cultura franceză, Seara a susținut protestul lui Jean Richepin împotriva „modernismului excesiv” și a diviziunii muncii. Articolul pro-Richepin, semnat de prințul Constantin de Brancovan, a fost imprimat în numărul 53/1911.
În spiritul decadent, eseurile lui Karnabatt din Seara au pledat pentru o reevaluare a stilului rococo și a esteticii fête galante. El a fost revoltat de „ororile picturii contemporane” — Pissarro, Monet etc. —, invocând ca referință „finul și eruditul critic de artă, independentul și curajosul” Sâr Péladan (care era, de altfel, mentorul lui Bogdan-Pitești). Într-un număr din septembrie, „Don Ramiro” Karnabatt s-a declarat îngrozit de faptul că unii au propus să-l onoreze pe pariorul inveterat Avrillon cu un monument public, anunțând că Franța s-a prăbușit în „viciu”. În acel moment, el a realizat recenzii pozitive „poeților decadenți” ai „orașelor moarte” (Georges Rodenbach, Dimitrie Anghel) și a scris entuziast despre înființarea teatrelor comunitare pentru promovarea unei „arte nobile și pure”, îndepărtată de „platitudinile și banalitățile vieții moderne”.

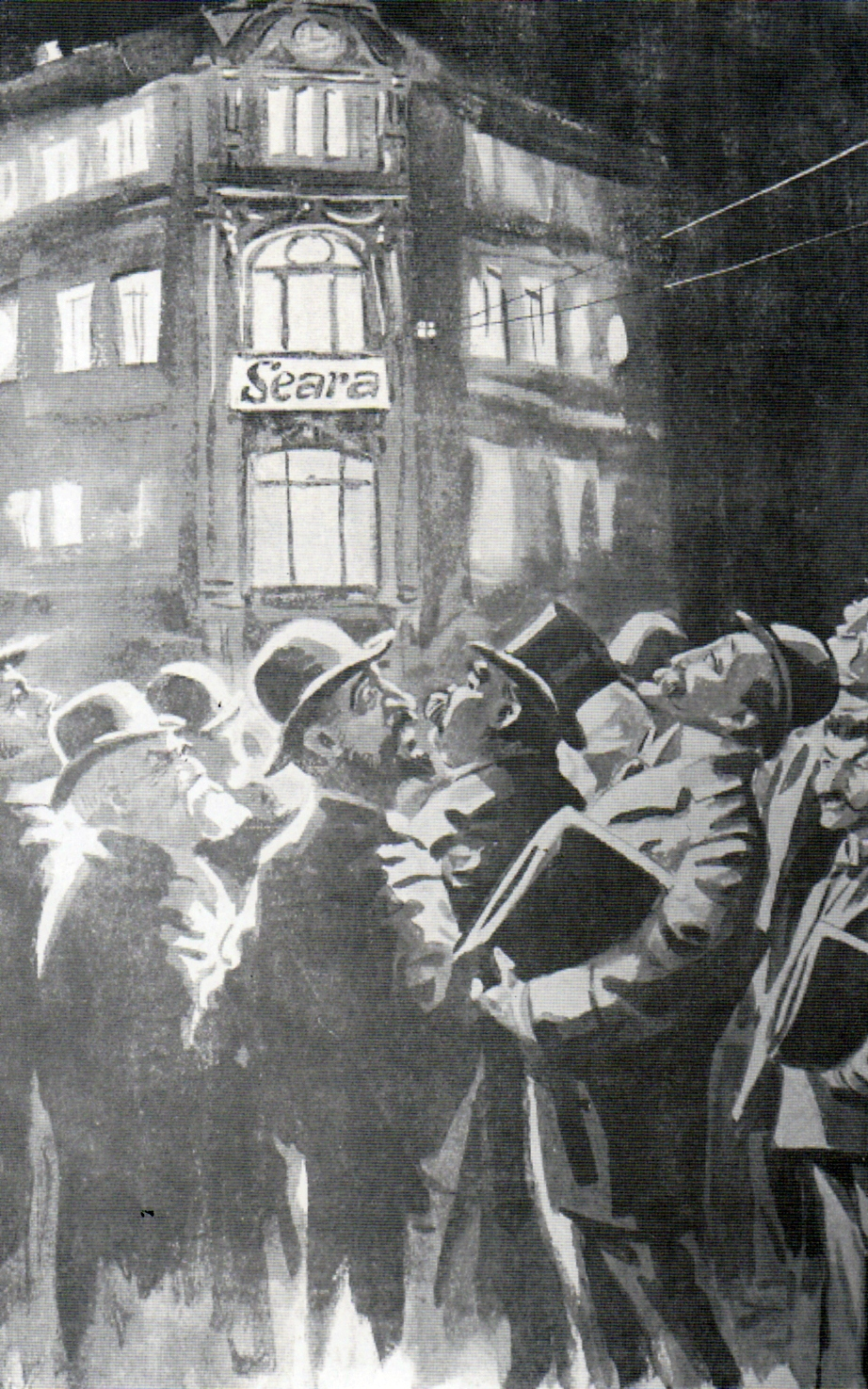
Ion I. C. Brătianu, Take Ionescu, Alexandru Bădărău și Titu Maiorescu, „așteptând ultimul număr al ziarului Seara”. Desen din 1913 al colaboratoruluiNicolae Petrescu Găină

În Seara, „Don Ramiro” a contribuit, de asemenea, la campaniile publicitare organizate de liderul simbolist Alexandru Macedonski și de fiul pictor al lui Macedonski, Alexis. Pentru Karnabatt, contribuția lor la curentul simbolist era un orizont „de pasiuni chinuite și violente”. Sprijinul oferit de Seara pentru cosmopolitismul lui Macedonski i-a atras lui Karnabatt critici din partea ardelenilor antisimboliști.

### Scandalurile de șantaj
În primăvara anului 1913, Cantacuzino și-a vândut oficial afacerea, iar Bogdan-Pitești a fost instalat oficial ca director al ziarului Seara. Potrivit revistei satirice concurente Furnica, deși Seara era „născut mort” atunci când a avut loc tranzacția comercială, mutarea a intrigat publicul cititor. Principiile conservatoare enunțate de Cantacuzino păreau în mare măsură incompatibile cu activismul radical, ceea ce l-a făcut pe Bogdan-Pitești o persoană publică lipsită de încredere. Bogdan-Pitești, care era influențat de anarhismul francez, a anunțat că noua linie editorială se concentra pe unele dintre marotele lui Cantacuzino: votul universal, feminismul, reforma agrară, emanciparea evreilor etc. În luna martie a acelui an, ziarului Seara i s-a alăturat, de asemenea, cel mai fervent colaborator, poetul și pamfletarul Arghezi.
Deși a susținut Partidul Conservator înainte și după acest moment, Seara și-a focalizat eforturile pe atacarea Partidului Conservator-Democrat al lui Take Ionescu, cu care premierul conservator Titu Maiorescu formase o coaliție (ce a cauzat nemulțumirea lui Cantacuzino și Bogdan-Pitești). În acest context, criticul Ion Vianu notează că Seara a devenit „o publicație agresivă, cu un trecut de atacuri și de șantaj”. Discursul anti-Ionescu a fost schițat, în special, într-un articol al lui Arghezi din 11 septembrie 1913. El i-a catalogat în mod colectiv și disprețuitor pe conservatori-democrați (sau takiști) drept ciocoi, acuzându-i că au reprimat sângeros Răscoala Țărănească din 1907: „Ei sunt simbolul anului 1907, când încărcat pe brațe, pe piept, pe umeri și în spinare, de corbi, de ciocoi, țăranul s-a zmucit din brazda lui, s-a aruncat în lături, s-a luptat ca să-i gonească și pentru că din eforturile lui în gerul iernii de sărăcie și deznădejde, în fața bordeiului său, să cadă ucis de ghiarele care strângând s-au adâncit în carne și au străpuns înăuntru chiar sufletul de l-au ucis. Pe acest ciocoi îl vom stârpi”. Într-un număr din 1913, generalul Forțelor Terestre Române Ștefan Stoica s-a referit la oamenii lui Ionescu cu numele de craii de Curtea-Veche, o altă expresie pentru „parveniți”.
Unul dintre primele obiective ale ziarului Seara a fost ministrul lucrărilor publice Alexandru Bădărău, numit „escrocul murdar”, acuzat că a luat o mită enormă de la investitorii americani în industria petrolului din România și că a angajat în personalul ministerului aproximativ 150 de femei în schimbul unor favoruri sexuale. Nicolae Titulescu, tânărul diplomat și politician conservator democrat, a fost ridiculizat pentru că ar fi achiziționat, prin relații externe, o tapiserie originală de la Manufacture des Gobelins. În mod notabil bătrânul politician Nicolae Fleva a susținut aceste acuzații, scriind în Seara că Bădărău avea grave probleme psihice. Bazându-se pe credința catolică a lui Bogdan-Pitești și pe anticlericalismul lui Arghezi, Seara a satirizat Biserica Ortodoxă și a fost discreditat ca ramură a „propagandei papistașe”.
Potrivit criticilor literari Barbu Cioculescu și Vianu, Seara l-ar fi avut probabil ca informator pe scriitorul simbolist Mateiu Caragiale — un client al lui Bogdan-Pitești, el a devenit șef de personal pentru Bădărău. În jurnalele pe care le-a ținut după despărțirea de Bogdan-Pitești, Caragiale însuși a afirmat că directorul ziarului Seara a fost plătit să-i hărțuiască „fără milă, într-un mod incisiv, pe toți cei pe care Cantacuzino îi trata cu dușmănie sau antipatie”, în special Partidul Conservator-Democrat. Deși el nu a semnat articole pentru Seara, Caragiale primea plăți regulate de la patronii săi.
În perioada de apogeu a campaniei negative a lui Cantacuzino împotriva politicienilor conservatori-democrați, Seara a atacat, de asemenea, întreprinderi private, inclusiv Banca Marmorosch Blank. Bogdan-Pitești a fost dat în judecată de proprietarul Aristide Blank, iar N. Fleva i-a organizat apărarea. Potrivit amintirilor lui I.L. Caragiale, Blank a pus la cale o „capcană” în colaborare cu Poliția Română, iar Bogdan-Pitești, găsit vinovat de șantaj, a fost condamnat la nouă luni de închisoare. Seara s-a descurcat greu în această perioadă și nu a mai fost tipărită până în toamna anului 1913.

### Platforma modernistă

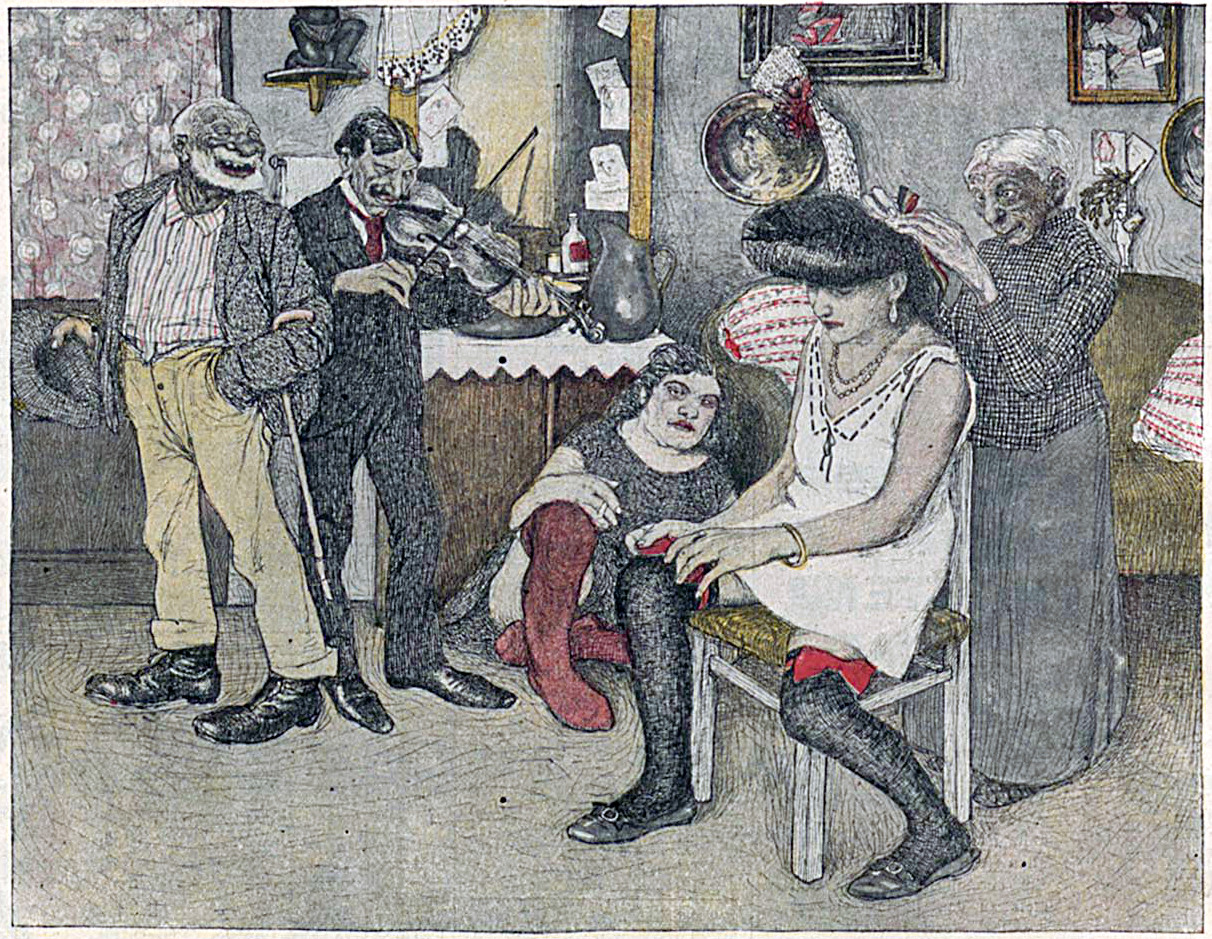
Desen al lui Jules Pascin arătând o scenă dintr-un bordel românesc, publicat în revista germană Simplicissimus

Înainte și după pauza din 1913, cu Bogdan-Pitești și Arghezi la cârmă, Seara și-a extins gama, încurajând dezvoltarea literaturii moderniste și jucând un rol în tranziția de la simbolismul românesc la avangarda secolului al XX-lea. Cronicile ei de artă au celebrat succesul internațional al artiștilor moderni Constantin Brâncuși și Pascin, care erau ambii, susținea Seara, legați din punct de vedere cultural de România. Revizuindu-și poziția, ziarul a publicat cronica lui Arghezi referitoare la noua expoziție de artă modernă a Tinerimii Artistice (aprilie 1913), menționând rolul lui Bogdan-Pitești de patron al artelor și de instigator al schimbării. Cei doi intelectuali au promovat, de asemenea, lucrările tânărului artist Theodor Pallady, mai ales printr-o serie de articole în care Arghezi a vorbit despre picturile lui Pallady din colecția lui Bogdan-Pitești. Revistei, remarcate deja pentru publicarea unor caricaturi politice de către Nicolae Petrescu Găină, i s-a alăturat, de asemenea, Marcel Iancu, cunoscut mai târziu ca artist dadaist și constructivist.
În acei ani, Seara a angajat, de asemenea, doi poeți afiliați anterior revistei Simbolul: imagistul Adrian Maniu și simbolistul experimental Ion Vinea. Până în vara anului 1914, articolele acestuia din urmă conțineau jigniri la adresa simbolistului moderat Ovid Densusianu, ridiculizându-i pe ucenicii lui în revista Versuri și Proză (începutul unei dispute pe care Vinea o va continua mai intens când a lucrat la revista Chemarea). În afară de poezie și proză, Vinea a publicat periodic un editorial despre viața în București. Aflat alături de ei pe post de critic de teatru și film, Mihail Sorbul (cunoscut, de asemenea, sub numele de G. Șoimaru) l-a denunțat pe scenaristul Haralamb Lecca pentru plagiat. Autorul simbolist George Bacovia a publicat în Seara poezii ca „Plumb de iarnă”, „Nervi de toamnă” și „Poem în oglindă” — în general ediții secundare, publicate anterior în Noua Revistă Română și în alte reviste; ele au fost incluse mai târziu în cunoscutul volum Plumb al lui Bacovia.
El însuși cronicar literar, Tudor Arghezi a investigat fenomenele culturale ale vremii. Unul dintre articolele sale îl denunța pe Edmond Rostand ca un autor de kitschuri, potrivite pentru gusturile „cumpărătorilor de cromolitografii”. A recenzat, de asemenea, comedia Soțul ideal a lui Wilde (nr. 1/1914) și, în mod neobișnuit, a ridiculizat poezia simbolistă a lui Mateiu Caragiale. Prin intermediul articolelor lui Arghezi, Seara a popularizat arta modernă internațională, în special prin publicarea desenelor fauviste ale lui André Derain.
Accentul principal al lui Arghezi a fost pus pe satiră, pe care el o îndrepta adesea împotriva tradiționaliștilor și naționaliștilor etnici, în special cei care soseau din Transilvania. Într-un astfel de text l-a atacat pe poetul oficial Octavian Goga, acuzându-l pe el și pe alți refugiați ardeleni că vizează obținerea de poziții administrative înalte în Regatul României. Într-un articol din 1913, Arghezi l-a acuzat pe savantul Ioan Bianu că ar fi administrat prost Biblioteca Academiei Române: „Din cioarecii și cizmele sale potcovite, domnul Bianu a sărit direct în aristocrație și, mic cezar țâfnos și strâmt la creier, a făcut din biblioteca noastră, a cititorilor... un imperiu al său, ungurenesc. [...] Un glas impertinent te supune unui interogatoriu amănunțit. E domnul Bianu, un burete, un ficat gălbejit cu mustață, o privire rea de om cu lefuri multe și conștient de nulitatea și zădărnicia lui care-l devora”.
Ca parte a acesteia emancipare ordinea de zi, Seara și-a exprimat simpatia față de evreii români și, în contrast cu antisemitismul recenziilor mai tradiționaliste, a acceptat textele trimise de scriitorii evrei. În octombrie 1913, Seara a obținute și a publicat un ordin confidențial care le dădea mână liberă ofițerilor Forțelor Terestre Române să-i discrimineze pe recruții evrei. În septembrie 1914, el a găzduit debutul jurnalistic al scriitorului avangardist evreu Jacques G. Costin, care se ocupa, împreună cu Vinea, de realizarea paginilor culturale. La fel ca Arghezi și Vinea, Costin a experimentat genul satiric cu tehnici împrumutate din schițele clasicului secolului al XIX-lea Ion Luca Caragiale (tatăl lui Mateiu). Unele din poeziile publicate în Seara au fost scrise de soția evreică a lui Arghezi, Constanța Zissu. Seara a publicat, de asemenea, contribuțiile lui Grigore Goilav, un etnograf și istoric de artă armeano-român.

## Anii de neutralitate

### Germanofilie și propagandă

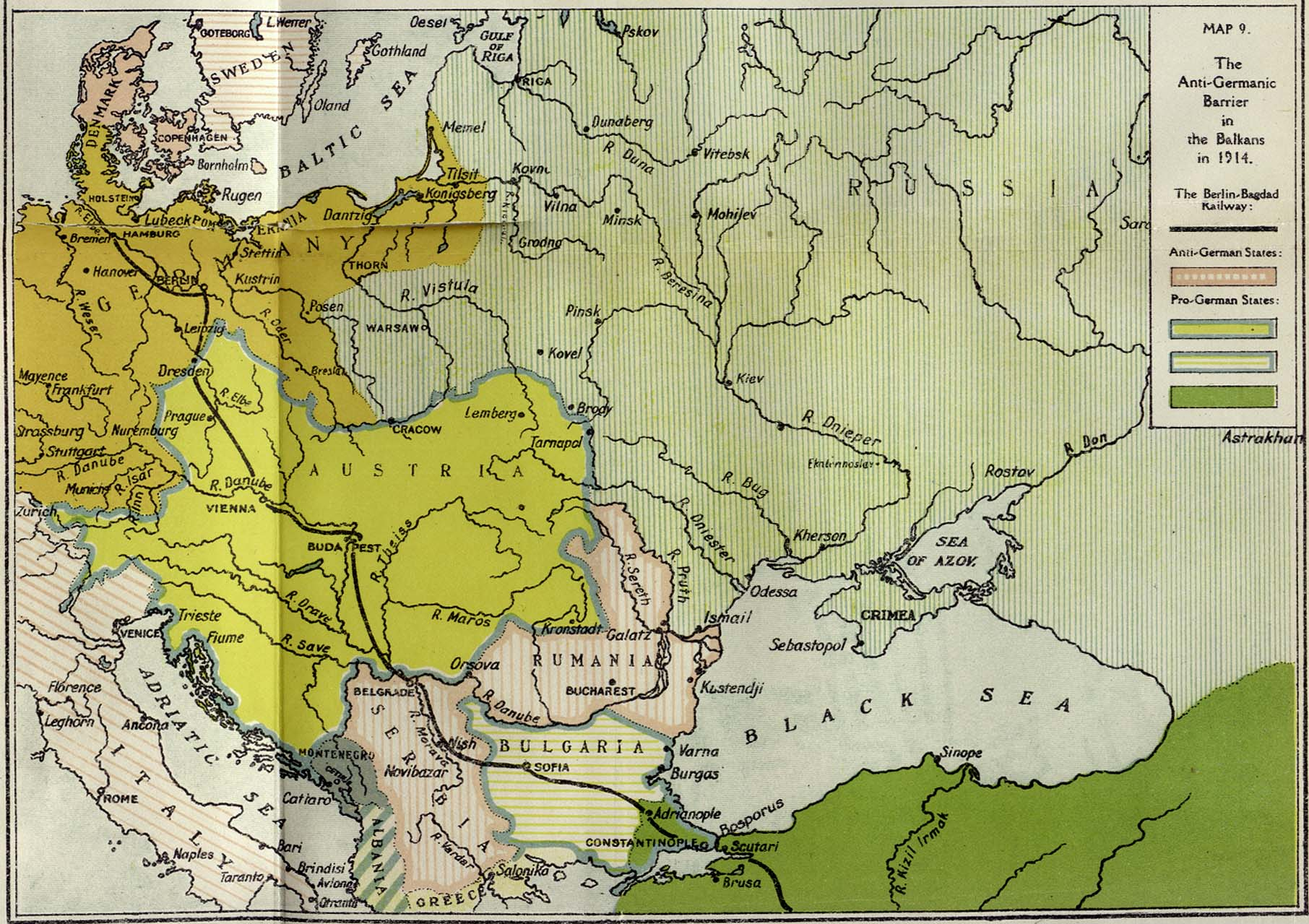
Percepție a Europei de Est de către Antanta în 1914, între Imperiul Rus (verde deschis) și „statele progermane”. România și Serbia ca state prietene ale Antantei (roz), învecinându-se cu Austro-Ungaria „progermană” și Bulgaria (galben)

O ultimă perioadă în istoria ziarului Seara a coincis cu începerea Primului Război Mondial și cu perioada de neutralitate a României. Opinia publică s-a împărțit între susținătorii Puterilor Antantei și cei ai Puterilor Centrale, iar Seara și Minerva s-au situat de partea celui de-al doilea grup, „germanofilii”. Cele două ziare au intrat în această competiție pentru a capta atenția publicului cu un handicap. Un ziar antantist, Adevărul, a afirmat că, împreună, Seara și Minerva consumaseră 481 de tone de hârtie în tipografii de la 1 ianuarie la 31 august 1914 (în timp ce Adevărul și Dimineața ar fi consumat 1.284 de tone).
Ca și alte publicații germanofile, Seara este acuzat că a fost destinatarul fondurilor speciale de propagandă din Imperiul German și Austro-Ungaria. Potrivit istoricului Lucian Boia, ziarele germanofile au avut prea puțin spațiu de manevră, având în vedere agenda politică nepopulară: „puțin solicitate, boicotate și cu redacțiile uneori agresate de „publicul indignat”, nu s-ar fi putut menține fără infuzia de bani germani”. În mod similar, cercetătoarea Carmen-Patricia Reneti susține: „Seara nu a fost niciodată ziarul cel mai util pentru propaganda germană. [...] Minerva și Seara nu erau citite de aproape nimeni.” Boia notează că patronul, care nu avea nici un motiv să refuze mita germană, ar fi fost cu adevărat angajat în cauza germanofilă, indiferent de astfel de beneficii suplimentare. El susține, de asemenea, că, ținând cont de tradiția românească a „bacșișului”, presa francofilă ar fi putut primi, de asemenea, fonduri din partea Antantei. În mod contrar, istoricul Ion Bulei susține că „traficantul fraudulos” Bogdan-Pitești și patronul lui „obsedat de bani” și-au direcționat sprijinul către cel mai mare ofertant. Potrivit mai multor relatări, Bogdan-Pitești a deturnat o mare parte a plăților politice către creșterea prestigioasei sale colecții de artă sau sprijinirea apropiaților lui.
În contrast cu alte publicații germanofile, Seara și-a afirmat sprijinul pentru Puterile Centrale, înainte să fie finanțat de germani și chiar înainte ca patronul Cantacuzino să decidă ce parte să sprijine. În lunile de ceartă care au precedat actualul război erau publicate zilnic telegrame și comentarii cu privire la efectele naționalismului în Europa Centrală și în Balcani. Ziarul acuza Regatul Greciei și milițiile din nordul Epirului de masacrarea comunității aromâne din Korça în aprilie 1914 și-i îndemna pe români să-și exprime indignarea. O lună mai târziu, Seara a luat poziție împotriva iredentismului românesc cu privire la Transilvania, ce era analizat de germanofilul transilvănean Ioan Slavici. Textele lui Slavici au scandalizat presa naționalistă prin faptul că l-au sprijinit pe Vasile Mangra, episcopul promaghiar suspectat a fi agent de influență. Cu toate acestea, ziarul a criticat, de asemenea, autoritățile maghiare pentru că a cerut extrădarea studentului Măndăchescu. Acesta, scria în Seara, fusese acuzat pe nedrept de un atac cu bombă asupra Episcopiei de Hajdúdorog, când actul a fost comis mult mai probabil de revoluționarul Ilie Cătărău.
În luna iunie, Seara a propagat, de asemenea, un zvon despre negocierile secrete între regele Carol I și țarul Nicolae al II-lea al Imperiului Rus la Constanța. Seara a susținut că cei doi monarhi au fost de acord cu privire la o schimbare de putere în Balcani, forțând o uniune între regatele sârb și muntenegrean împotriva doleanțelor exprimate de Puterile Centrale. La scurt timp după Atentatul de la Sarajevo, care oferea Puterilor Centrale un casus belli, Seara a propagat zvonuri despre neințelegerile între subiecții austrieci și maghiari ai monarhiei dualiste. El a susținut că, în loc de doliu, comunitatea maghiară din Ploiești a organizat o „petrecere foarte veselă” la consulat.
În săptămânile și lunile de după asasinatul de la Sarajevo, Arghezi considera în articolele sale drept cauză a războiului naționalismul sârb și în principal situația politică instabilă din Balcani: „Până ce Europa nu va cuprinde și duce în sclavie Balcanii, aceștia vor rămâne cuibul în care se vor organiza asasinatele din Europa”; „sârbii au atentat la viața Austriei, mișelește”. Arghezi a continuat să susțină neutralitatea, argumentând că România s-ar putea transforma într-un stat arbitru și mediator al păcii. O poziție similară a avut-o Karnabatt.
În toamna anului 1914, Seara și Minerva au fost achiziționate de un consorțiu german, deși Bogdan-Pitești a continuat să rămână directorul primului. Cele două ziare au fost editate de o singură companie, editura Tiparul. Consiliul său de administrație era format din Bogdan-Pitești, publicistul Josef B. Brociner, bancherul Roselius și investitorul Josef Hennenvogel. Achiziția, care a declanșat o creștere a spionajului și propagandei germane în întreagă România, a fost descrisă ca scandaloasă de Acțiunea, un ziar antantist deținut de Take Ionescu. Într-un articol din 24 septembrie intitulat La mezat, s-a susținut că Minerva îi costă pe germani 3 milioane de lei, în timp ce Seara doar 400.000 de lei. Această afirmație a fost confirmată mai târziu în timpul anchetelor.
Potrivit unei relatări germanii i-au plătit lui Bogdan-Pitești costul hârtiei și al tipăririi, care fusese suportat până atunci de Cantacuzino. Bogdan-Pitești (și fondurile germane) au fost probabil implicați în finanțarea unei noi publicații, intitulată Cronica și lansată de Arghezi și Gala Galaction în februarie 1915. În luna octombrie a acelui an, probabil cu sprijin german, Bogdan-Pitești, Arghezi și Galaction au înființat un alt ziar germanofil, Libertatea, condus pentru o scurtă perioadă de timp de N. Fleva. Potrivit unei relatări, Fleva fusese contactat anterior pentru a prelua funcția de director al ziarului Seara de trimișii germani Brociner și Hilmar von dem Bussche-Haddenhausen, dar, dându-și seama de implicații, a refuzat.

### Conservatori și socialiști

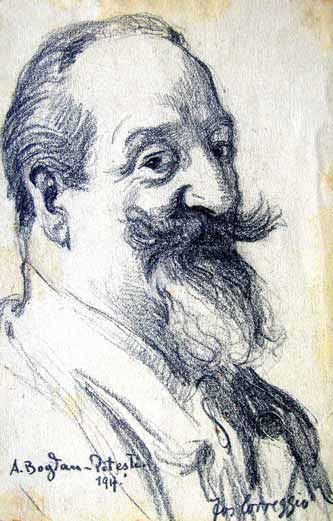
Alexandru Bogdan-Pitești într-o schiță din 1917

Cantacuzino și-a încheiat perioada de reflecție în ianuarie 1915, când l-a susținut în mod deschis pe Alexandru Marghiloman în crearea unei facțiuni progermane în cadrul Partidului Conservator. Punându-și în pericol poziția lor în partid, ambii oameni politici au menționat existența unor poziții divergente în conducerea conservatorilor.
Prin multe dintre articolele sale, Seara a popularizat opiniile lui Marghiloman cu privire la conservatorism și geopolitică. Având opinii conservatoare, rusofobul și antislavul Karnabatt și-a prezentat în detaliu viziunea politică, prevăzând „falimentul” iminent al Antantei. Ilie Bărbulescu, un profesor de limbi slave și susținător conservator al lui Marghiloman care pledat pentru o neutralitate favorabilă Germaniei, a publicat, de asemenea, articole în Seara în 1915. Dincolo de nucleul conservator, Seara a găzduit în paginile sale pledoarii pentru diferite politici de stânga, de la socialism și social-democrație la anarhism. Potrivit istoricului literar Paul Cernat, ambiguitatea ideologică și alianțele conjuncturale între socialiști și conservatori au fost motivate de un inamic comun, proantantistul și „plutocraticul” Partid Național Liberal.
Socialistul independent Felix Aderca, cunoscut mai târziu ca romancier, și-a extins articolele sale teoretice publicate anterior în Noua Revistă Română, în care prezenta Imperiul German ca un actor „progresist” în război. Prin vocea unui alt colaborator, bătrânul savant anarhist Zamfir Arbore, Seara și-a concentrat criticile asupra autocrației țariste din Rusia împotriva căreia Arbore a luptat zeci de ani. Idealuri similare l-au inspirat pe Alexis Nour, care a ajuns la Seara după ce cultivase anterior un curent de stânga, poporanismul. Bogdan-Pitești a scris cu o pasiune remarcabilă despre aliații săi socialiști, folosind pseudonimul Al. Dodan. Pe 6 octombrie 1914, Dodan a salutat Partidul Social Democrat din România pentru organizarea unor demonstrații internaționaliste pentru pace, ca fiind „izvorâte din cugetul și din simțirea întregului popor românesc”. Potrivit legendei, patronul ziarului Seara s-a declarat în particular a fi un anarhist catolic și a fost destul de ostil față de comunism.
Avram Steuerman-Rodion, un socialist originar din Iași, au contribuit cu o serie specială de articole în care prezenta creșterea germanofiliei în acel oraș și în întreaga regiune Moldova. Intitulată Scrisori din Iași, seria de articole descria conflictele între entuziaștii profesori antantiști de la Universitatea din București și colegii lor mai sceptici de la Universitatea din Iași. Seara a publicat, de asemenea, articolele medicului Ottoi Călin, un membru al Comitetului Executiv al PSDR și autorul manifestului pacifist de la Zimmerwald. În ciuda acestei agende, Ottoi nu a fost angajat ca editorialist politic, dar, în calitate de medic practician, s-a ocupat de coloana de sfaturi practice a ziarului Seara.

### Basarabia vs. Transilvania

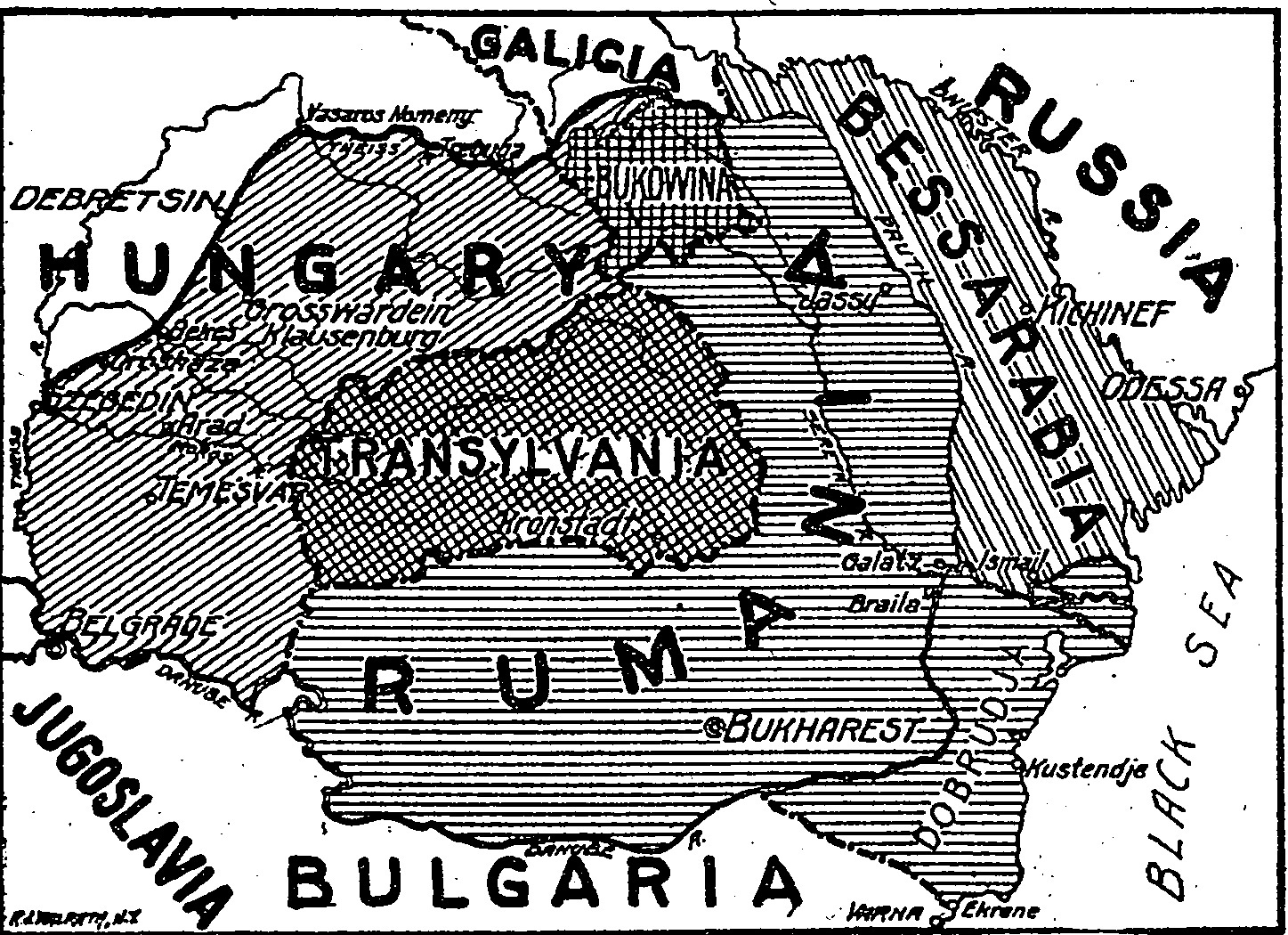
Imagine maximală a României Mari, așa cum a fost descrisă de New York Times în 1919 și făcând aluzie la dilemele din 1916. La vest și la nord de „Rumania”: Transilvania, Bucovina și celelalte regiuni din Austria-Ungaria, promise României de Antanta; la est: Basarabia, stăpânită de ruși și favorizată de „germanofili”

Dilema națională cu care s-au confruntat românii în cursul perioadei de neutralitate nu a fost doar o alegere între părțile aflate în conflict, ci și una iredentistă: în timp ce național-liberalii susțineau că alianța cu Antanta ar aduce României Transilvania și alte regiuni populate de români în Austro-Ungaria, conservatorii doreau să recupereze Basarabia, ocupată de Imperiul Rus — în 1916 cele două opțiuni părea că se exclud reciproc. Seara și Minerva au susținut ideile politice ale lui Marghiloman, care a ajuns la concluzia că Antanta nu susține, de fapt, dezmembrarea Austro-Ungariei și că politica de rusificare a Basarabiei era mai gravă decât politica de maghiarizare a Transilvaniei. Articolele lui Ilie Bărbulescu din Seara, considerate „erudite și indigeste” de Boia, se refereau la presupusa indestructibilitate a Austro-Ungariei și susțineau că singura soluție posibilă pentru românii transilvăneni era o autonomie mai mare (vezi Statele Unite ale Austriei Mari). Scriitorul Ion Gorun, care făcea parte dintr-o familie cu convingeri antimaghiare și era, de asemenea, un loialist habsburgic, a fost o prezență distinctă în paginile ziarului Seara. Articolele sale au favorizat termenul de „Austria” în loc de „Austro-Ungaria” și au susținut că România ar putea obține „triumful” doar ca aliat austriac. Gorun a vorbit de faptul că o alianță cu Rusia era în același timp periculoasă și absurdă; implicarea unor astfel de alianță, argumenta el, i-ar fi prins la mijloc pe românii ardeleni și ar fi însemnat, de asemenea, subjugarea României de către Imperiul Rus.
Cauza Basarabiei a fost susținută de Arbore, care în acel moment respingea orice idee că regiunea ar putea fi vreodată restituită României de către Rusia, și și-a exprimat mâhnirea că intelectualii români erau mult mai interesați de soarta Franței decât de drepturile românilor basarabeni. Diversele articole ale lui Bogdan-Pitești au arătat, de asemenea, interesul său față de cauza Basarabiei. Exprimându-și regretul că „mai civilizata” Franță s-a lăsat atrasă în război de „oligarhia cea mai sălbatică, cea mai ignorantă și cea mai sângeroasă”, Rusia „pogromurilor și asasinatelor”, el considera că alianța României cu Rusia Țaristă ar fi o „crimă națională”. În plus, „Dodan” a sugerat că Austro-Ungaria era preferabilă ca prieten, fiind singura garanție a României împotriva „potopului slav”. Mai târziu, el a susținut că chestiunea Transilvaniei a fost soluționată de Austro-Ungaria. El a trasat o strategie alternativă: neutră până la sfârșitul războiului, România va intra cu trupele sale în Basarabia, cu acordul Austriei. În octombrie 1915, Aderca și-a adăugat vocea la corul probasarabean. Potrivit lui, cauza Transilvaniei era pierdută și că, din moment ce germanii urmau să câștige războiul, va reprezenta doar „o unire de învinși”; în schimb, el a cerut României să ia Basarabia ca pradă de război. Propriile articole ale lui Karnabatt au început prin a afirma ca obiectiv minimalist „reîncorporarea Basarabiei”. Mai târziu, el a pledat pentru extinderea teritoriul României spre răsărit, în Transnistria și mai la sud de Nipru (ca o contrapondere la o previzibilă Bulgarie Mare).
Un proiect neobișnuit de vast și, potrivit lui Boia, naiv a fost schițat de către basarabeanul Nour, care susținea că, chiar dacă va obține o victorie militară, Austro-Ungaria se va dezmembra în „națiuni dezvoltate”. Nour era încrezător că, odată cu reinstaurarea păcii, România va mai avea opțiunea de a anexa teritoriile sale stăpânite de Austria: Transilvania, Bucovina, Banat, Crișana și Maramureș. El a speculat că o întârziere a intrării în război ar putea aduce României, de asemenea, posesia Basarabiei, a unor mari suprafețe de pământ în Ucraina, și a portului Odessa; și chiar că, odată victorioase împotriva Antantei, Puterile Centrale îi vor acorda României un imperiu colonial extraeuropean.

## Desființarea și moștenirea
În diferite ocazii din 1916, Bogdan-Pitești și Karnabatt au vizitat Imperiul German. Bogdan-Pitești a fost primul care a călătorit acolo, împreună cu concubina lui, Domnica, și cu prietenul Mateiu Caragiale. În timpul propriei călătorii, Karnabatt a constatat spiritul civic german și determinarea de a câștiga războiul în mai multe scrisori care au fost publicate de Seara în iunie 1916. Pariul greșit al ziarului pe o victorie germană pe Frontul de Vest a fost forțat de Alexis Nour, care, în aprilie 1916, a scris că o capitulare franceză ar deveni inevitabilă după Bătălia de la Verdun.
Seara a dispărut, împreună cu Minerva, Libertatea, Steagul și multe alte ziare germanofile, la sfârșitul verii anului 1916, la scurt timp după ce România a declarat război Puterilor Centrale. Atunci când trupele germane și austriece au invadat sudul României, forțând guvernul antantist să se refugieze la Iași, unele persoane din personalul fostului ziar Seara au rămas în București și au ales calea colaboraționismului. Printre acestea s-au aflat în principal Arghezi, Galaction, Bărbulescu și Karnabatt, care au scris pentru publicația Gazeta Bucureștilor. Potrivit zvonurilor populare, Bogdan-Pitești a pierdut favoarea ocupanților, care au descoperit în cele din urmă că el a folosit banii primiți pentru cheltuieli personale.
În schimb, mai mulți foști colaboratori ai ziarului Seara au trecut sub tăcere criticile lor la adresa Antantei pe tot restul războiului. Nicolae Petrescu Găină a realizat unele contribuții la efortul propagandistic al Antantei în cea de-a doua jumătate a anului 1916. El a fost capturat de germani în București, după ce ar fi fost denunțat de Bogdan-Pitești. Avram Steuerman-Rodion a fost mobilizat ca medic în cadrul Forțelor Terestre Române, fiind decorat, dar a revenit la jurnalismul germanofil după ce România a încheiat tratatul de pace din 1918; victimă a depresiei clinice, el s-a sinucis în toamnă aceluiași an. Decorat cu Ordinul Steaua României pentru activitatea sa ca medic militar, Călin a murit de tifos la începutul anului 1917. Aderca a luptat pe front și și-a păstrat neutralitatea de inspirație socialistă care a ieșit mai târziu la suprafață în diversele sale opere literare de ficțiune.
După ce Armistițiul cu Germania din noiembrie 1918 a schimbat norocul României, conducând la formarea României Mari, mai mulți foști jurnaliști de la ziarul Seara au fost acuzați de trădare. În martie 1919 un tribunal militar l-a condamnat pe Karnabatt la zece ani de închisoare și pe Arghezi la cinci ani de închisoare. În timpul detenței lor la Penitenciarul Văcărești au fost grațiați de regele Ferdinand I în iarna anului 1920. Bogdan-Pitești li s-a alăturat în închisoare: potrivit unor surse, el a fost arestat tot pentru colaboraționism, în timp ce altele consemnează că el ispășea o condamnare anterioară pentru fraudă. După un timp, unii dintre foștii colaboratori ai ziarului Seara au povestit întâlnirile lor cu Bogdan-Pitești și stilul lui de jurnalism prin intermediul unor autobiografii fictive. Afacerea Seara este repovestită în special în romanele scrise de Lucrezzia Karnabatt (Demoniaca, 1922) și Ion Vinea (Venin de mai, 1971).
Textele scrise de Arghezi pentru Seara au fost în mare parte necunoscute generațiilor ulterioare. Ele au fost reeditate în 2003, într-o ediție critică coeditată de fiica Mitzura Arghezi (Domnica Theodorescu) și Traian Radu. Potrivit filologului Gheorghe Pienescu, care a adunat și pregătit textele pentru imprimare în anii 1960, copiile articolelor i-au fost luate sub un pretext fals de Mitzura Arghezi și niciodată returnate. Ca o contribuție suplimentară la literatura română, popularizarea de către Seara a expresiei craii de Curtea-Veche ar putea să-l fi inspirat pe Mateiu Caragiale în scrierea celebrului său roman din 1929.